# 伦纳德·伍利

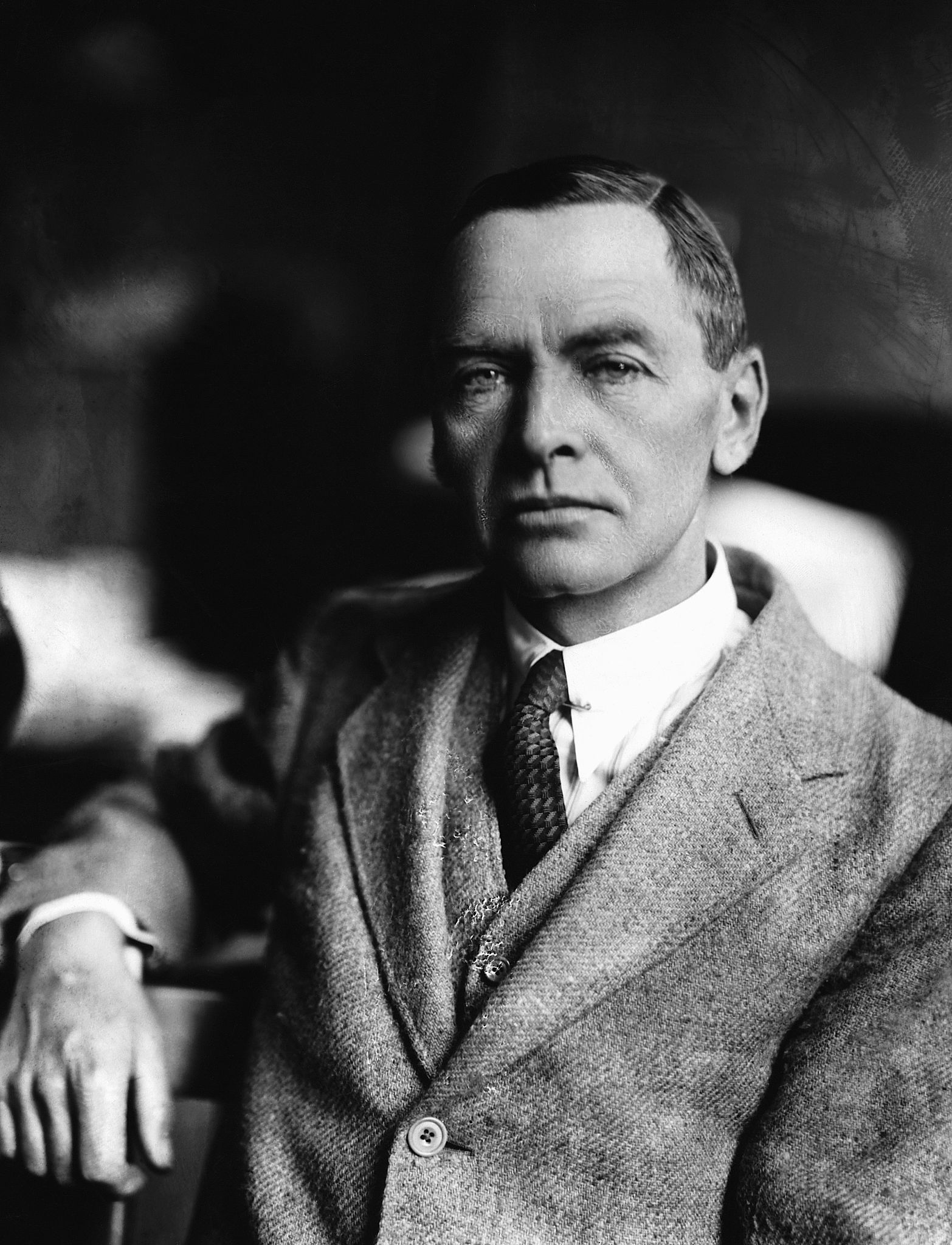
伦纳德·伍利

伦纳德·伍利（英語： 1880年4月17日—1960年2月20日）英国考古学家，以发掘美索不达米亚的乌尔而知名，伍利被视作现代首位考古学家之一，1935年因在考古学上的贡献而获得爵位。